# الفقر في كندا

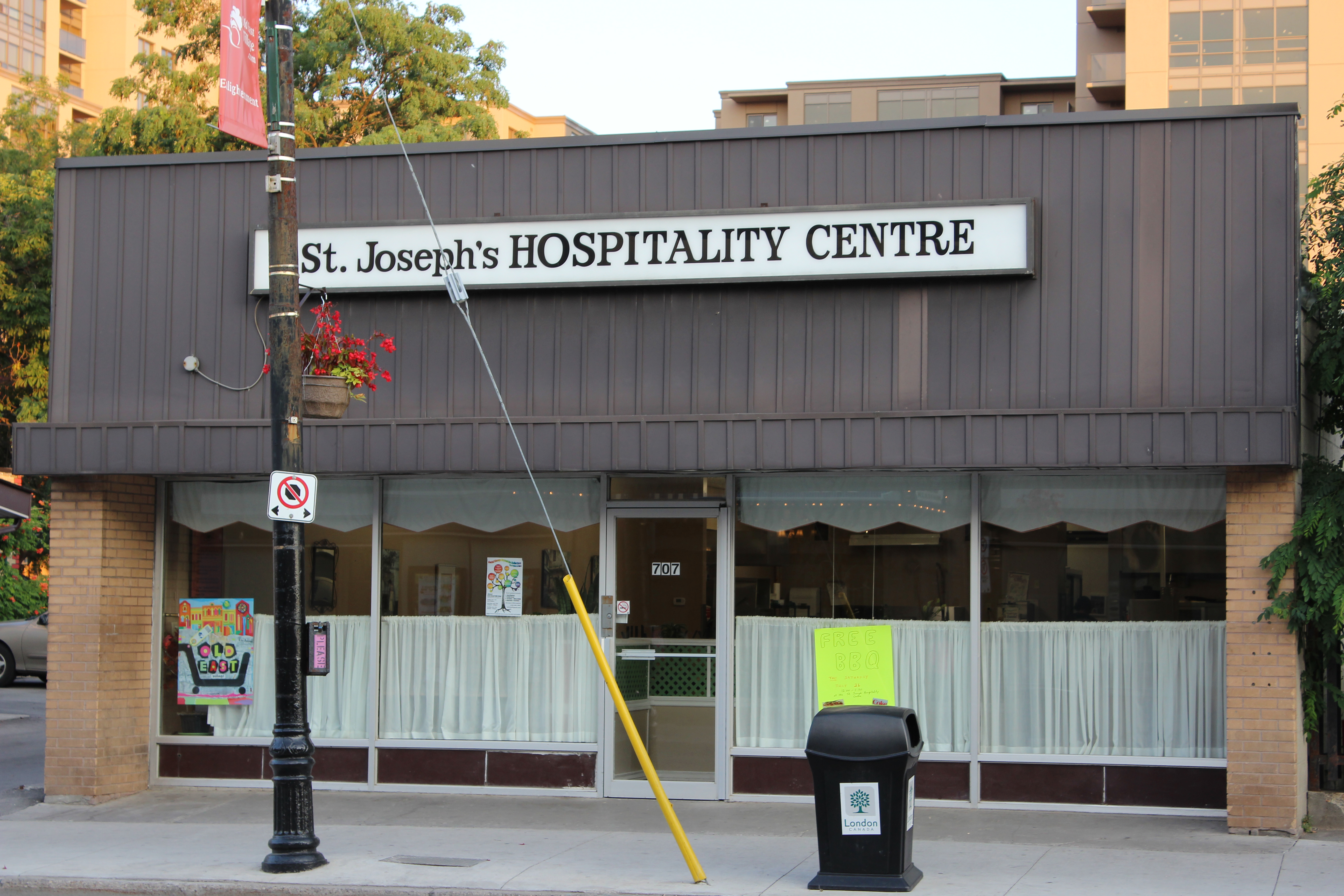
مطعم في كندا

يشير مفهوم الفقر في كندا إلى الحالة أو الوضع الذي يفتقر فيه الشخص أو الأسرة إلى الموارد الأساسية، سواء كانت مالية أو غير مالية، للحفاظ على مستوى معيشي متواضع في المجتمع.
استخدم الباحثون والحكومات مقاييس مختلفة لقياس الفقر في كندا، من بينها مقياس الحد الأدنى للدخل المنخفض، ومقياس الدخل المنخفض، ومقياس سلة الأسواق. أعلنت وزارة التوظيف والتنمية الاجتماعية الكندية في نوفمبر 2018 تأسيس خط الفقر الرسمي الأول في كندا. يعتمد هذا الخط على مقياس سلة الأسواق. يأخذ مقياس سلة الأسواق في الاعتبار تكلفة سلة من السلع والخدمات الأساسية التي تحتاجها أسرة مكونة من شخصين بالغين وطفلين للحفاظ على مستوى معيشي متواضع.
شهدت كندا وغيرها من الدول الصناعية زيادة في معدلات الفقر في الثمانينيات. أصبح معدل الفقر في كندا بحلول عام 2008 من أعلى معدلات دول منظمة التعاون والتنمية الاقتصادية، وهي مجموعة تضم أغنى دول العالم.
تراجع عدد الأشخاص الذين يعيشون تحت خط الفقر الرسمي على نحو كبير. إذ تراجع من 14.5% في عام 2015 إلى 10.1% في عام 2019، و6.4% في عام 2020. تراجع الفقر بين الأطفال في كندا منذ عام 2015، إذ تراجع عدد الأطفال الذين يعيشون في حالة فقر بنسبة 71% بحلول عام 2020. يؤثر الفقر على نحو أكبر على الأسر الأصلية في كندا. وفقًا لدراسة أجراها باحثون في جمعية الأمم الأولى في كندا ومركز السياسات البديلة الكندي في عام 2019، عانى نحو 50% من الأطفال الأصليين في كندا، سواء في المستوطنات أو خارجها، من الفقر.
أصبح نحو 2.4 مليون كندي، أي 6.4% من السكان، تحت خط الفقر بحلول عام 2020، وذلك وفقًا لمسح الدخل الكندي لعام 2020 الذي نشرته مجلة إحصاءات كندا في 23 مارس 2022.

## الفئات الأشد فقرًا
حدد المجلس الوطني الاستشاري لمكافحة الفقر، في تقريره الأول المقدم إلى وزارة التوظيف والتنمية الاجتماعية في كندا فبراير 2021، الفئات القابعة داخل كندا وتعاني من «مستويات فقر متفاوتة على نحو ملحوظ». تشمل هذه الفئات الأفراد الذين ينتمون إلى الأمم الأولى ويعيشون في المحميات، والأفراد غير المرتبطين، وذوي الإعاقة، والأطفال، والمهاجرين الجدد، وأفراد الأسر الذين يعولون الأطفال بمفردهم. أكد المجلس أن النساء وأي شخص ينتمي إلى أكثر من فئة من بين تلك المجموعة يواجهون تأثيرات أعمق للفقر. لدى 10% من النساء اللاتي يعشن في ظروف دخل منخفض، ومهددات بالفقر نظرًا لأنهن معرضات للعنصرية، إعاقات كما أنهن أمهات وحيدات.

### السكان الأصليون
ذكر جيمس أنايا، المقرر الخاص للأمم المتحدة للشعوب الأصلية، في تصريحه المنشور على موقع الأمم المتحدة في عام 2011، أن «المجتمعات الأصلية تواجه معدلات أعلى من الفقر ونتائج صحية وتعليمية وتوظيفية أسوأ بكثير من غير الأصليين في كندا». أشار بشكل خاص إلى معيشة 2000 شخص من سكان الأمم الأولى في أتاوابيسكات بمدينة كينورا، في «مساكن غير مُدفأة أو مقطورات تفتقر إلى مياه الشرب والكهرباء» في «ظروف من العالم الثالث». شهد مجتمع السكان الأصليين عام 2013 فيضانات وتعطلًا في الصرف الصحي نتيجة للبنية التحتية الرديئة. اضطر 16 شخصًا للعيش في منزل يتكون من ثلاث غرف نوم في ظل النقص الشديد في الوحدات السكنية عام 2016. كان أحد المراهقين في تلك الأسرة واحدًا من 116 شخصًا حاولوا الانتحار خلال فترة ستة أشهر في أزمة انتحارية تصدرت عناوين الصحف العالمية.
أقرت الحكومة الفدرالية في تقريرها «فرصة للجميع» عام 2018 بأن «الفقر في المجتمعات الأصلية حدث نتيجة الاستعمار وسياسات الحكومة»، وأن معدلات الفقر بين السكان الأصليين مرتفعة جدًا مقارنةً بعموم السكان.

### المعاقون
بلغت نسبة الفئة المنخفضة الدخل في كندا، في عام 2014، 41% من السكان الذين يعانون من الإعاقة. كان معدل الفقر بين الأشخاص ذوي الإعاقة في كندا بين 23% و24% في عام 2014. كان أولئك الذين يعانون من إعاقة عقلية وإدراكية أكثر عرضة لتجربة الفقر من أولئك الذين يعانون من إعاقة جسدية وحسية.

### المهاجرون الجدد
يواجه المهاجرون الجدد صعوبات كثيرة تتعلق بالفقر لأسباب عديدة، وهو ما يجعل الكثيرين يشعرون بالقلق نظرًا لأن كندا بنت هيكل اقتصادها على عمل المهاجرين، وبالتالي فهي وجهة رائدة للأفراد الذين يرغبون في مغادرة بلدانهم. تشير الأبحاث إلى أن المهاجرين الجدد هم أكثر تضررًا مقارنة بالأشخاص الذين هاجروا في الماضي. تُوجد العديد من العوامل التي تسهم في ذلك، ولكن يتواجد تركيز قوي على حقيقة أن المهاجرين الجدد غالبًا ما يواجهون سوق عمل لا يوفر لهم سوى وظائف بأجور بخسة.
يعتقد الكثيرون أن المهاجرين الواعين ليسوا معصومين من الأوضاع المعيشية المتدنية التي يواجهها العديد من الوافدين الجدد. من المعلوم أن المهاجرين الذين حصّلوا تعليمهم من بلد إقامتهم السابق غالبًا ما يواجهون عقبات في الاعتراف بتعليمهم في كندا. يمتلك الأفراد الذين يهاجرون إلى كندا مستويات عالية من التعليم بالمقارنة مع الأفراد المولودين في كندا، ما يضعهم بشكل حتمي في وضعية تعتبر غير مواتية إذ يتنافسون مع آخرين يعترف أرباب العمل بإنجازاتهم التعليمية. يظهر أن المشكلة ليست بالضرورة في أن المهاجرين غير مؤهلين، ولكن مؤهلاتهم لا يعترف بها أرباب العمل في أغلب الأحيان.
يُوطّن المهاجرون عادةً، نتيجة لهذه العوامل، في أجزاء يشغلها أفراد يعملون في وظائف منخفضة الدخل. غالبًا ما يُترك سكان هذه المناطق وسط مشكلات مثل نظام النقل غير الموثوق والظروف المعيشية الرديئة. تتوفر خدمات أقل للأفراد في هذه المناطق، ما يضع المهاجرين الجدد في وضعية أكثر صعوبة. يؤدي هذا النظام الاستيطاني، علاوة على ذلك، إلى تفريق الأحياء بناءً على العرق.
كانت مونتريال وتورونتو وفانكوفر، في عام 2011، الوجهات الرئيسية، حيث يستقر «غالبية المهاجرين» وحيث يعانون من «تهديدات أكبر للفقر». يجد المهاجرون الذين يصلون إلى كندا ويحملون «رأس المال البشري القوي» صعوبات في سوق العمل والبيئة الاقتصادية أكثر من أولئك الذين وصلوا في التسعينيات. أصبحت المجموعة الأحدث «أكثر عرضة للدخل المنخفض والفقر» على فترات زمنية أطول. يُعد المهاجرين في كندا، وفقًا لمقالة عام 2000 في مجلة الهجرة والاندماج الدولي، أكثر عرضة للعيش في أحياء ذات فقر مدقع، بالمقارنة مع غير المهاجرين، وذلك باستخدام بيانات تعداد 1996. يواجه المهاجرون في هذه الأحياء الفقيرة العزلة الاجتماعية، بالإضافة إلى الآثار الاجتماعية الأخرى المرتبطة بالأحياء الفقيرة، مثل «سوء الخدمات التعليمية والصحية والجريمة ومعدلات البطالة العالية». زاد تركيز الفقر الأسري، منذ عام 1918 حتى عام 2001، في مدينة تورنتو.

### الآباء الوحيدون
أما بالنسبة للآباء غير المتزوجين فإن الفقر بينهم انخفض في أواخر العقد التسعينيات والعقد 2000. ظل معدل الفقر في الأسر المحافظة على الأطفال ثابتًا في العقد 2010، وكان يفوق معدل الفقر الكندي العام بأكثر من الضعف، إذ وصلت نسبة فقر الأسر المحافظة على الأطفال نحو 30% مقارنة بمتوسط 11% للسكان الكنديين بشكل عام. تشغل الأسر المحافظة على الأطفال نسبة قدرها 40% من معدل لفقر بين الأطفال في كندا.

### الوحيدون من غير المسنين
أشار تقرير لمجلة إحصاءات كندا، في عام 2007، إلى أنه بحلول عام 2005، ارتفع عدد الأفراد غير المرتبطين والذين تتراوح أعمارهم بين 45 و 64 عامًا ممن يعيشون في ظروف دخل منخفض منذ عام 1980 إلى 1.18 مليون. مثلت هذه الفئة، في عام 2005، نحو 11% فقط من السكان الكنديين ولكنها تمثل 34% من الكنديين ذوي الدخل المنخفض.